# Ann-Gisel Glass
 (septembre 2023).
Si vous disposez d'ouvrages ou d'articles de référence ou si vous connaissez des sites web de qualité traitant du thème abordé ici, merci de compléter l'article en donnant les références utiles à sa vérifiabilité et en les liant à la section « Notes et références ».
Pour les articles homonymes, voir Glass.
Ann-Gisel Glass est une actrice française, née le 17 juin 1964 à Strasbourg.

## Biographie

### Origines et formation
Ann-Gisel Glass naît en 1964 à Strasbourg sous le nom d'état civil de Anne Gisèle Glass, d'un père d'origine allemande et d'une mère d'origine américaine.
Elle passe son enfance en Afrique de l'Ouest jusque l'âge de 10 ans.
À son retour en France en 1974, elle fréquente les établissements scolaires de Salon-de-Provence et d'Aix-en-Provence. Elle manifeste très vite un intérêt pour le théâtre et le cinéma. Elle tourne ses premiers courts métrages dès ses 14 ans, enchaînant ensuite sur le théâtre.

### Carrière
En 1981, après une expérience dans le milieu du cirque et des animaux, Ann-Gisel Glass quitte la Provence pour Paris où elle débute sa véritable carrière cinématographique. Elle tourne alors avec les plus grands réalisateurs du cinéma d'auteur français : Jean-Luc Godard, Jacques Doillon, Tony Gatlif, Olivier Assayas, Costa-Gavras... La maîtrise de plusieurs langues étrangères lui permet de tourner également en Allemagne, en Italie, en Espagne et au Canada.
Elle reçoit le prix de la meilleure actrice de l'année en Allemagne en 1992 (Deutscher Filmpreis) pour le film Leise Schatten (de) de Sherry Hormann.
Elle présente de 1994 à 1995 l'émission hebdomadaire Découvertes sur Arte, en français et en allemand.
Ann-Gisel Glass a incarné de multiples rôles pour la télévision, notamment dans la série télévisée Blandine l'insoumise, dont elle est l'héroïne, diffusée sur France 3 de 2002 à 2005.

## Filmographie

### Cinéma

#### Actrice
- 1983 : Adieu foulards de Christian Lara
- 1983 : Souvenirs d'Yvan Lagrange
- 1984 : Premiers Désirs de David Hamilton
- 1984 : À seize ans dans l'enfer d'Amsterdam (Hanna D., La ragazza del Vondel Park) de Rino Di Silvestro
- 1984 : Les Rats de Manhattan de Bruno Mattei
- 1985 : Détective de Jean-Luc Godard
- 1985 : La Tentation d'Isabelle de Jacques Doillon
- 1986 : Conseil de famille de Costa-Gavras
- 1986 : 15 août, court métrage de Nicole Garcia
- 1986 : Rue du départ de Tony Gatlif
- 1986 : Désordre d'Olivier Assayas
- 1987 : Travelling avant de Jean-Charles Tacchella
- 1987 : Sierra Leone (de) de Uwe Schrader
- 1988 : Caramel, court métrage de Cathie Dambel
- 1988 : Le Fantôme au bain-marie, court métrage d'Olivier Nicolas
- 1988 : Les Enfants de l'aube, court métrage d'Yvan Lagrange, avec Laurence Masliah
- 1988 : Sans peur et sans reproche de Gérard Jugnot
- 1990 : Et puis elle est partie, court métrage de Christian Argentino
- 1991 : C'est merveilleux, court métrage de Solange Martin, avec Denis Lavant
- 1991 : Jeux d'hiver, court métrage d'Alain Le Breton, avec Fanny Ardant
- 1991 : L'Amour nécessaire (titre original L'Amore necessario) de Fabio Carpi
- 1992 : Comédie musicale, court métrage de Christian Blanchet
- 1992 : Ma sœur, mon amour de Suzy Cohen, avec Cris Campion, Jacques Penot et Anémone
- 1992 : Leise Schatten (de) de Sherry Hormann
- 1993 : Le Bel Indifférent, court métrage de Christian Argentino
- 1993 : Le Contrat, court métrage de Laurent Pawlotsky, avec Féodor Atkine
- 1993 : La Légende de Jérôme Diamant-Berger
- 1993 : La febre d'or (ca) de Gonzalo Herralde (ca)
- 1993 : Just Friends de Marc-Henri Wajnberg
- 1994 : Comme hier, court métrage de Bénédicte Brunet
- 1995 : Le Dernier des Pélicans de Marco Pico
- 1996 : 51 raisons, court métrage de Hervé Lavayssière, avec Nathalie Richard
- 1996 : Cargo infernal de Fernando D'Almeida e Silva, avec Patrick Catalifo
- 1996 : Salut cousin ! de Merzak Allouache
- 1997 : Jeunesse de Noël Alpi
- 1997 : Un frère de Sylvie Verheyde
- 1998 : La Revanche de Lucy de Janusz Mrozowski, avec Tom Novembre et Pierre-Loup Rajot
- 2002 : Gaetan et Rachel en toute innocence de Suzy Cohen, avec Cris Campion
- 2002 : Femme avec toi, clip de Jacques Richard
- 2003 : Les Baigneuses de Viviane Candas
- 2003 : La Chaîne du froid, court métrage de Hervé Lavayssière, avec François Berléand

#### Réalisatrice
- 1987 : Eux, court métrage
- 1989 : Rêve d'enfance
- 2022 : Moi aussi

### Télévision
- 1986 : Le Rire de Caïn de Marcel Moussy
- 1990 : Un privé au soleil de Philippe Niang, avec Pierre Aknine
- 1990 : Les Cadavres exquis de Patricia Highsmith, épisode Puzzle de Maurice Dugowson
- 1991 : V comme vengeance (série), ép. Le Billard écarlate de Bernard Queysanne
- 1993 : Navarro (série) avec Roger Hanin
- 1994-1996 : Novacek (série), avec Patrick Catalifo
- 1995 : Double peine de Thomas Gilou
- 1996 : Noces cruelles de Bertrand Van Effenterre, avec Annie Girardot et Mathilda May
- 1996 : 8ème District de Klaus Biedermann
- 1998 : Quai n° 1 (série) de Patrick Jamain
- 2002-2005 : Blandine l'insoumise (série télévisée)
- 2002-2007 : Malone (série)
- 2003 : Leclerc, un rêve d'Indochine de Marco Pico, avec Bernard Giraudeau
- 2006 : Monsieur Molina de Thierry Binisti, avec Enrico Macias et Jean-Claude Drouot
- 2007 : Julie Lescaut (série)
- 2007 : Section de recherches (série), Saison 2, Episode 7 : Diane Berthomier
- 2008 : Baptêmes du feu de Philippe Venault
- 2008 : Commissaire Valence (série)
- 2013 : À demain sans faute de Jean-Louis Lorenzi
- 2022 : Capitaine Marleau (série, saison 3, épisode 5) de Josée Dayan

## Théâtre
- 1987 : Crimes du cœur de Beth Henley, mise en scène François Bourgeat, avec Élisabeth Depardieu et Tonie Marshall, La Pépinière-Théâtre
- 1990 : Othello de William Shakespeare, mise en scène Hervé Tougeron, avec Féodor Atkine
- 1995 : Les jours augmentent d'1 heure 31 de E.A Dumas, prix de la meilleure comédie, Festival d'Avignon 1995
- 1995 : Les Enfants de chœur de Louis-Michel Colla, mise en scène Franck de Lapersonne, avec Jean-Pierre Castaldi, Nanou Garcia et Serge Dupire, théâtre de la Gaîté-Montparnasse
- 1997 : Angelo, tyran de Padoue de Victor Hugo, mise en scène Francis Sourbié, avec Henri Déus, Vingtième théâtre
- 1998 : Mademoiselle Julie d'August Strindberg, mise en scène Francis Sourbié, Vingtième théâtre
- 1998 : La Vengeance d'une femme, mise en scène Jacques Doillon, Manufacture des œillets
- 2000 : Rodogune de Corneille, mise en scène de Francis Sourbié, avec Nadine Alari et Henri Déus, Vingtième théâtre
- 2000 : Stabat Mater mise en scène Ludovic Michel, théâtre des Halles
- 2023 : L'amour après de Marceline Loridan-Ivens mise en scène Didier Bernard

## Récompenses
- 1990 : prix d'interprétation féminine Festival de Dunkerque, pour Sierra Leone (de) de Uwe Schrader.
- 1992 : Deutscher Filmpreis, prix de la meilleure actrice de l'année à Berlin pour Leise Schatten (de) de Sherry Hormann.